# Sottocasa
Sottocasa è stata una soap opera italiana, andata in onda in prima visione nel 2006 su Rai 1.

## Trama
Lo sceneggiato inizia con una sottotrama "gialla". Vittorio Ricci, un cinquantenne della media borghesia, muore inaspettatamente in circostanze misteriose. Secondo i primi accertamenti medico-legali, il decesso è avvenuto per cause naturali (un infarto). Si scopre poi che Vittorio Ricci prestava soldi "a strozzo", vale a dire praticava l'attività illegale di usuraio. Alcuni abitanti di Piazza della Meridiana si erano indebitati con lui, e quindi sono sospettati. La vicenda poi si evolve in svariate sottotrame relative ad argomenti diversi.

## Produzione
Prodotta da Videa CDE e da Rai Fiction, la soap è composta in totale da 190 puntate. La storia si svolge intorno all'immaginaria Piazza della Meridiana, a Roma, su cui affacciano quasi tutti gli ambienti in cui si svolge la soap opera. Le storie di Sottocasa, nelle intenzioni della produzione, avrebbero dovuto avere una connotazione più realistica rispetto alle altre soap italiane, tanto da essere definita "real drama". L'interprete della canzone della sigla di apertura era Lucio Dalla, che curò anche le musiche di sottofondo degli episodi.
I personaggi di Sottocasa appartengono a una classe media o popolare, al contrario delle tradizionali soap opera in cui i personaggi sono persone particolarmente privilegiate e appartenenti a delle élite finanziarie o sociali (come per esempio in Beautiful in cui i personaggi sono gli stilisti più importanti del mondo). La Rai si aspettava una risposta di pubblico un po' più consistente per battere la concorrenza di Canale 5 che in quella fascia oraria trasmetteva la consolidata CentoVetrine. 
Pur essendo ufficialmente classificata come soap opera, si discostava molto dai tradizionali canoni di tale genere televisivo. Fu una delle prime produzioni Rai a trattare tematiche LGBT e ad approcciarsi in maniera laica ad argomenti come la contraccezione e la libertà sessuale. La Rai dedicò a Sottocasa un sito web specifico realizzato in Adobe Flash, nel quale venivano commentate le tematiche delle varie sottotrame.

## Distribuzione
Il primo episodio andò in onda in prima visione l'8 maggio 2006 e l'ultimo episodio il 22 dicembre 2006; la prima visione di Sottocasa procedeva a cadenza giornaliera, dal lunedì al venerdì alle 14.10 su Rai 1, e continuò anche durante l'estate 2006, risultando uno dei soli tre programmi inediti dell'estate di quell'anno, insieme a Cotti e mangiati, alla prima stagione di Un posto al sole d'estate e all'esperimento Buttafuori.
A causa degli ascolti che non corrispondevano alle esigenze della rete, si era ipotizzata una interruzione delle puntate in prima visione, che però poi non è avvenuta. Negli anni successivi, venne replicata più volte su Rai 1 e su Rai Premium, ma soltanto nelle fasce orarie di minimo ascolto (notte e primo mattino).

## Personaggi
Famiglia Ricci - proprietari del minimarket e del chiosco di fiori.
- Fausta Ricci (Manuela Gatti)
- Maurizio Ricci (Giovanni Guidelli) - Figlio grande
- Giuliano Ricci (Gabriele Bocciarelli) - Figlio piccolo
- Vittorio Ricci (Fabio Testi) - Patriarca della famiglia morto nei primi episodi

Famiglia Zoia - piccolo-borghesi con un matrimonio in crisi.
- Livia Desideri Zoia (Stella Vordemann)
- Mirko Zoia (Salvatore Lazzaro)
- Benedetta Zoia (Martina Pinto) - Figlia
- Leo Zoia (Massimiliano Grieco) - Figlio
- Amalia Desideri (Rosa Ferraiolo) - Madre di Livia
- Gloria Bassiakos (Christina Pappa) - Amante di Mirko

Famiglia Cataldo - gestori della trattoria Da Rocco.
- Mimma Agostinelli Cataldo (Daniela Giordano)
- Rocco Cataldo (Mimmo Mancini)
- Dino Cataldo (Michele Cesari) - Figlio
- Sofia Cataldo (Caterina Corsi) - Figlia
- Saverio Agostinelli (Gianni Franco) - Padre di Mimma

Altri
- Lorenzo Gandini (Alberto Gimignani) - Medico
- Matteo Gandini (Marco Palange) - Figlio di Lorenzo
- Elena Biondi (Rossana Colace) - Ragazza Madre
- Tiziana Palme (Angela Melillo) - Lavora al Minimarket
- Gabriel Sanchez (Aketza Lopez) - Carabiniere infiltrato
- Federico Aquilani (Saverio Deodato Dionisio) - Aspirante attore
- Hassan Khaled (Mohamed Zouaoui) - Lavora al chiosco dei fiori, immigrato nordafricano
- don Sandro (Antonio Manzini) - Il parroco
- Rosaria Sciacca (Stefania Spugnini) - La preside del liceo
- Cesare Proietti (Arturo Di Tullio) - Il gestore del bar "Mary&Diana"
- Valeria Lago (Marianna De Rossi) - ex-ragazza di Matteo
- Flavia Mariani (Valentina Tonini del Furia) - amica di Benedetta Zoia e ragazza di Matteo Gandini
- Stefano Alberico (Francesco Del Rosso) - compagno di classe
- Lando Persichetti (Milo Vallone) - Regista di spot TV
- Nina Sormani (Carmen Morello) - Agente segreto dei carabinieri

## Il cast tecnico
- Scritto da: Maria Carmela Cicinnati, Antonio Consentino, Emanuela Del Monaco, Tania Di Martino
- Con la collaborazione di Monica Mariani, Fabio Di Ranno, Maurizio Careddu
- Head writer Monica Mariani
- Head script editor Mariangela Barbanente
- Script editor Emanuela Del Monaco, Giovanna Guidoni, Fabio Di Ranno, Silvia Longo, Antonello Rinaldi
- Story liner Michele Alberico, Miranda Pisione, Massimo Bacchini, Roberto D'Alessandro
- Story editor RAI Gino Ventriglia
- Consulente editoriale Bavaria Andrea Brown
- Regista start up Alberto Ferrari
- Registi Marcantonio Graffeo, Giorgio Molteni, Massimiliano Papi, Liliana Ginanneschi, Gianni Leacche, Cesare Giannotti, Cristiano Celeste, Gianluca Fumagalli, Stefania Girolami, Paolo Massari, Matteo Miti
- Produttore esecutivo Grazia Caraviello
- Produttore creativo Alberto Ferrari
- Produttore esecutivo RAI Federica Rossi
- Supervisore RAI alla produzione Ruggero Miti
- Consulente produttivo-editoriale Raifiction Mirco Da Lio
- Produttore esecutivo Bavaria Emmo Lempert
- Supervisione alle musiche Lucio Dalla
- Direttore fotografia esterni Nino Celeste
- Direttore fotografia interni Luca Santini
- Direttore di produzione Marco De Rossi
- Ispettori di produzione Maurizio Pigna, Roberto Greco
- Scenografia Antonello Geleng
- Realizzazione costruzioni in esterno Enzo Criscione
- Costumi Monica Simeone
- Montatore e responsabile postproduzione video e audio Vittorio Torre
- Montaggio Fabio Mostocotto, Luca Papaleo
- Assistente al montaggio Vito Genua
- Montaggio presa diretta audio Fabio Cuturi